# Whitefish (Montana)
Whitefish (salish: epɫx̣ʷy̓u, "té peix blanc") és una població dels Estats Units a l'estat de Montana. Segons el cens del 2000 tenia 5.032 habitants.

## Demografia
Segons el cens del 2000, Whitefish tenia 5.032 habitants, 2.229 habitatges, i 1.203 famílies. La densitat de població era de 439,6 habitants per km².
Dels 2.229 habitatges en un 26,2% hi vivien nens de menys de 18 anys, en un 41,2% hi vivien parelles casades, en un 9,8% dones solteres, i en un 46% no eren unitats familiars. En el 34,4% dels habitatges hi vivien persones soles el 10,9% de les quals corresponia a persones de 65 anys o més que vivien soles. El nombre mitjà de persones vivint en cada habitatge era de 2,2 i el nombre mitjà de persones que vivien en cada família era de 2,86.
Per edats la població es repartia de la següent manera: un 21,6% tenia menys de 18 anys, un 8,6% entre 18 i 24, un 32,9% entre 25 i 44, un 22,5% de 45 a 60 i un 14,4% 65 anys o més.
L'edat mediana era de 37 anys. Per cada 100 dones de 18 o més anys hi havia 91,7 homes.
La renda mediana per habitatge era de 33.038 $ i la renda mediana per família de 41.009 $. Els homes tenien una renda mediana de 36.298 $ mentre que les dones 19.583 $. La renda per capita de la població era de 24.098 $. Aproximadament el 13,8% de les famílies i el 18,2% de la població estaven per davall del llindar de pobresa.

## Poblacions més properes
El següent diagrama mostra les poblacions més properes.